# Santa Juana de Castilla
Santa Juana de Castilla es una obra de teatro de Benito Pérez Galdós, estrenada el 8 de mayo de 1918 en el Teatro de la Princesa de Madrid.

## Argumento
La obra recrea los últimos meses de vida de la reina Juana I de Castilla, en su encierro en Tordesillas y los tejemanejes y vejaciones a los que se ve sometida por el administrador Marqués de Denia. Pese a ello, Juana consigue en algún momento escapar de la atenta mirada de su vigía y pasear por los campos de su amada Castilla. Sus males no hacen sino agravarse cuando recibe la visita de Francisco de Borja, un confesor enviado por el rey. Juana no entiende el distanciamiento del hijo amado y en su lecho de muerte le profetiza una futura abdicación y un alejamiento de la vida pública.

## Estreno
- Intérpretes: Margarita Xirgu (Juana), Pedro Cabré (Marqués de Denia), Ricardo Puga (Dr. Santaca), Francisco Fuentes (Francisco de Borja), Carmen López Lagar, Josefina Blanco.